# Emmanuel Yao Adzator
Emmanuel Yao Adzator est un expert en sécurité ghanéen. Il a été nommé par le président John Dramani Mahama directeur général du Service pénitentiaire du Ghana. Il a été remplacé par Patrick Darko Missah (en) en mars 2017.

## Éducation et vie professionnelle
Emmanuel Adzator a fait ses études de deuxième cycle au Lycée de Kpando. Il a été admis à l'Université du Ghana et a obtenu un diplôme en psychologie. Il est titulaire d'un diplôme en gestion des ressources humaines de l'Institut ghanéen de gestion et d'administration publique (GIMPA). Emmanuel Adzator a été enrôlé dans les services pénitentiaires du Ghana en avril 1989. Pendant son service, il a suivi plusieurs formations sur le système correctionnel, notamment les réformes correctionnelles, la réadmission et la réintégration au Joyfields Training Institute de Las Vegas, Nevada et Advanced Prisons Management, du Galilee Management Institute, Israël.  
Adzator a dirigé plusieurs prisons au Ghana, notamment les prisons de sécurité moyenne de Nsawam et les prisons locales d'Obuasi. Il est devenu le commandant régional régional des prisons d'Ashanti. Il était officier d'état-major et officier de casier judiciaire au quartier général des prisons.  

## Directeur général des prisons du Ghana
En janvier 2015, il a été promu directeur adjoint des prisons au poste de directeur des prisons avec d'autres services pénitentiaires supérieurs. En mars 2016, John Mahama, alors président du Ghana, sur les conseils du Prisons Service Council, l'a nommé directeur général par intérim du Service pénitentiaire du Ghana, où il succède à Matilda Baffour Awuah. Avant sa nomination, il était directeur général adjoint des prisons chargé des finances et de l'administration. Il a été remplacé par Patrick Missah en 2017.  